# Struktura funkcyjna

## Struktura funkcyjna
Struktura funkcyjna - należy tutaj zwrócić uwagę, że wielu autorów nie rozróżnia w terminologii struktury funkcyjnej od funkcjonalnej lub używa nazwy "funkcjonalna" dla obu tych różnych klasyfikacyjnie struktur.
Jest to jedna ze struktur organizacyjnych. Jej cechą jest grupowanie komórek organizacyjnych według ich funkcji.
Taki sposób wyodrębnienia komórek jest tradycyjnie i najczęściej stosowany. Posiada standardowe, dokładnie opisane metody zarządzania, łatwość w pozyskiwaniu i szkoleniu kadr. Wymaga koordynacji pomiędzy komórkami, które mają tendencję do autonomizacji, ponieważ nie są odpowiedzialne za główny cel przedsiębiorstwa, to jest za zyski.

## Zalety
- duża efektywność operacyjna,
- duża specjalizacja,
- uproszczone szkolenia i pozyskanie kadry,
- standardowe zarządzanie.

## Wady
- konieczność koordynacji między funkcjami,
- wąska specjalizacja,
- rutyna,
- odpowiedzialność za zyski tylko na szczycie przedsiębiorstwa